# Отравление продуктами горения
Отравление продуктами горения — результат проникновения газообразных продуктов горения в дыхательную систему человека, являющийся основной причиной смерти человека во время пожара в помещении (по данным статистики, от 50 до 80% людей, становившихся жертвами пожара, погибали именно от этой причины). Воздействие дыма наносит комплексный урон: горячий дым, проникая в дыхательную систему, вызывает ожоги органов дыхания; угарный газ, цианиды и другие продукты горения отравляют дыхательную систему и вызывают серьёзное раздражение и распухание органов дыхания.

## Симптомы
Симптомы отравления дымом разнятся от кашля и рвоты до чувства тошноты, сонливости и беспокойства. Также характерны при этом ожоги носа, рта и лица, запах палёных волос в ноздрях, серьёзные трудности при дыхании и горячая слюна. Около трети пациентов, у которых были зафиксированы ожоги, пострадали также от отравления продуктами горения. Доля смертности пациентов, у которых были зафиксированы ожоги кожи и вызванные воздействием дыма ожоги внутренних органов, составляет 50%.
Вдыхание дыма вызывает:
- Ослабление или снижение уровня кислорода в тканях: происходит по причине попадания угарного газа в организм, прямая угроза жизни. Характерно повышением уровня карбоксигемоглобина (продукта, образующегося при соединении молекулы гемоглобина с молекулой угарного газа) и метаболическим ацидозом — состоянием, характерным избытком кислоты в организме, что приводит к химическому дисбалансу и нарушению электролита.
- Термические ожоги верхних дыхательных путей: горячие газы вызывают ожоги на поверхности слизистой оболочки верхних дыхательных путей. Осложнения становятся очевидными в течение 18—24 часов: отёк, снижение способности избавляться от выделений, обструкция дыхательных путей в виде набухания, респираторного дистресса и шума при вдохе. На поздней стадии может случиться респираторная недостаточность.
- Химические повреждения лёгких: причиной является вдыхание токсичных газов и продуктов горения (в том числе альдегидов и органических кислот). Проявляются в виде симптомов бронхоспазма (сужения дыхательных путей), трудностей при дыхании, ускоренном темпе дыхания, свисте и быстром сердечном ритме. Через день или два может возникнуть отёк малых дыхательных путей, что может привести к шелушению, обструкции и пневмонии в течение 5—7 дней.

## Лечение
При малейших подозрениях на возможное отравление дымом пострадавшего необходимо немедленно доставить ко врачу, не исключается необходимость серьёзного медицинского вмешательства необходимо для спасения жизни пациента (в том числе и искусственная вентиляция лёгких), даже если пострадавший в сознании. В случае подобной необходимости человека также нужно вывести на территорию со свежим воздухом и предоставить ему медицинский кислород.
Непосредственно лечение включает в себя подачу увлажнённого кислорода, применение бронходиталтаторов, всасывания, эндотрахеальной трубки и физиотерапию грудной клетки. Число и масштаб методов зависит от степени поражения организма, для определения которой проводится анализ артериальной крови и используются оптоволоконный ларингоскоп или бронхоскоп.
- Терапия с использованием небулизированного гепарина и ацетилцистеина проводится в течение 5—7 дней во время пребывания пострадавшего в больнице[3][4].
- При подозрениях на предполагаемое отравление угарным газом проводится немедленное введение дополнительного кислорода во фракцию кислорода во вдыхаемой смеси (FiO2) 100% и последующая терапия методом гипербарической оксигенации (HBO)[5].
- Если произошло снижение уровня кислорода в организме, жизненно важно обеспечить постоянную подачу 100%-го кислорода в организм до тех пор, пока уровень карбоксигемоглобина не упадёт ниже 10% и не исчезнет метаболический ацидоз.
- При термическом ожоге дыхательных путей необходимо обеспечить подачу увлажнённого кислорода (голова наклонена под углом 30°), для очистки выделений используется всасывание, лекарственные препараты применяются для снижения набухания слизистой оболочки. Гелий-кислородная смесь (гелиокс) полезна при затруднённом дыхании, а эндотрахеальная интубация применяется для поддержания проходимости дыхательных путей при глубоких ожогах лица или припухлости глотки. Трахеотомия не практикуется часто в связи с повышенным риском пневмонии и сепсиса.